# Antoine Coysevox
Pour les articles homonymes, voir Coysevox.
Antoine Coysevox ([kwazəvo] ou [kwazvo]) né à Lyon le 29 septembre 1640, et mort à Paris le 10 octobre 1720, est un sculpteur français.

## Biographie
Le nom de famille Quoyzeveau se trouve écrit d'une quantité de façons aussi différentes que Coëzevau, Coiseveau, etc.. Antoine Coysevox a inauguré la graphie Coysevox et l'a adoptée définitivement à partir de 1679.
L'éloge funèbre d'Antoine Coysevox attribue la qualité particulière de son talent à une origine espagnole. Il s'agit d'une équivoque : Antoine Coysevaux est né à Lyon où son père Pierre, maître-menuisier, s'était fixé environ cinq ans avant sa naissance, venant de Dampierre-sur-le-Doubs, en Franche-Comté, possession espagnole jusqu'à 1678.
Il vint à Paris à dix-sept ans travailler dans l'atelier de Louis Lerambert (1620-1670), dont il épousa en 1666 la nièce, fille du peintre Noël Quillerier, Marguerite, d'un an plus âgée que lui, et qui mourut un an après leur mariage. Il se remaria en 1680 à Claude Bourdict, lyonnaise comme lui ; il eut de nombreux enfants.
En 1667, l’évêque de Strasbourg, François-Egon de Fürstenberg, prince-abbé de Stavelot, le chargea de la décoration du château de Saverne (Zabern), qui l'occupa quatre ans.

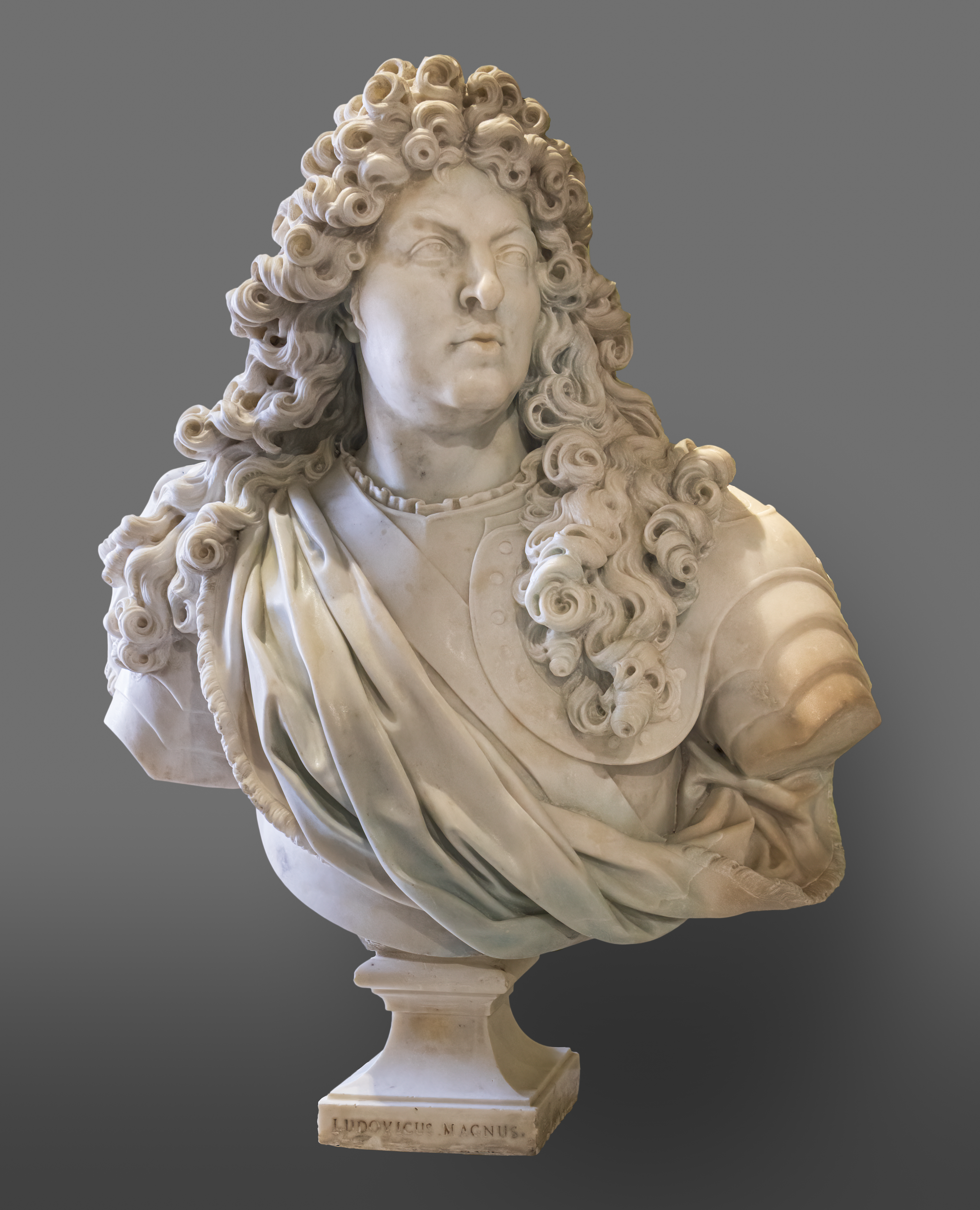
Louis XIV, musée des beaux-arts de Narbonne.

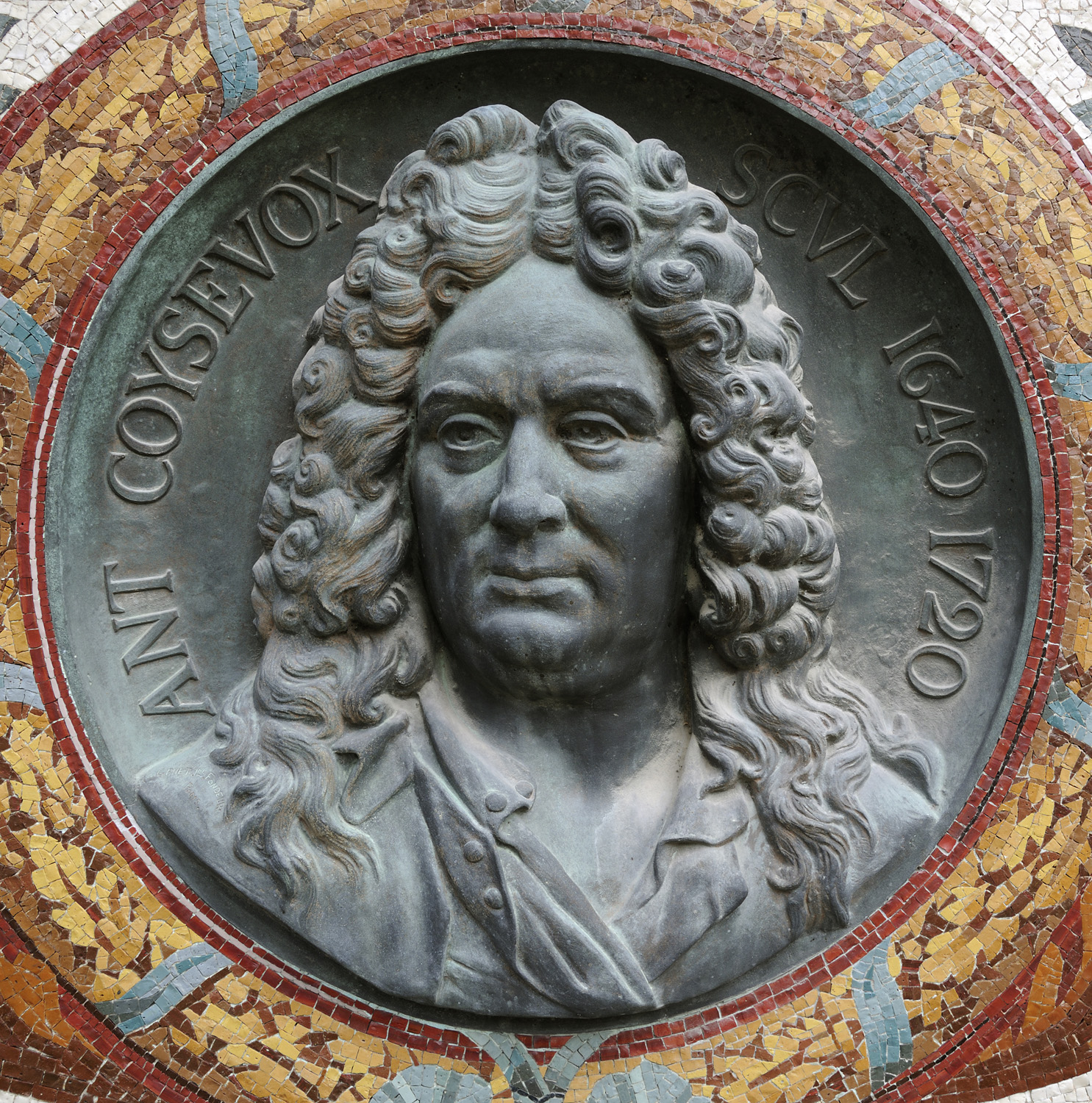
Médaillon de bronze à l'effigie d'Antoine Coysevox, par Joseph-Hugues Fabisch au musée des beaux-arts de Lyon.

De retour à Paris en 1671, il fut employé à la décoration du château de Versailles et de ses jardins, produisant des copies des marbres antiques tels la Vénus de Médicis, la Vénus accroupie, la Nymphe à la coquille ou Castor et Pollux, soit en marbre, soit en bronze fondu par les frères Keller.
L’Académie royale de peinture et de sculpture l'admit comme professeur adjoint, « en considération du dessein qu'il avait d'établir à Lyon une école académique et d'aller y faire sa demeure » le 28 janvier 1676, avec comme pièces de réception un buste du peintre Charles Le Brun (1619-1690), premier directeur de l'Académie, et un de Colbert (remis en 1679). Restant à Paris, il fut cependant nommé professeur l'année suivante, recteur en 1694, chancelier en 1716, il fut directeur de l'Académie de 1703 à 1705. Guillaume et Nicolas Coustou, fils de sa sœur aînée Claudine, furent les élèves de Coysevox, comme François Coudray, Jean-Baptiste Lemoyne et Jean Thierry.
Auteur de nombreux portraits sculptés en buste, spécialité nouvellement en vogue au XVIIe siècle pour laquelle il fut très demandé, il sculpta aussi des portraits en pied, dont un du roi Louis XIV pour l'hôtel de ville de Paris, aujourd'hui au musée Carnavalet, et des portraits équestres, pour lesquels il étudia particulièrement les chevaux, leur anatomie, leurs mouvements. En 1689, le Parlement de Bretagne lui demanda une statue équestre du monarque, qui fut fondue pendant la Révolution.
Au premier Salon de peinture et sculpture qui se tint au Louvre en 1699, il exposa quatre bustes, dont un en bronze, du roi Louis XIV. Au suivant, en 1704, six autres bustes de grands personnages contemporains.
Il fut le décorateur du navire de guerre le Foudroyant construit à Brest en 1690, qui devint le Soleil royal en 1692 après la destruction du premier vaisseau de ce nom. Une maquette au 1/40 se trouve au musée de la Marine à Paris.
Coysevox reçut en 1705 la commande royale des sculptures du château de Marly, travail qui allait l'occuper pendant plusieurs années. Parmi ses sculptures, la série des Quatre Fontaines et le groupe formé par Flore, Hamadryade et Le Berger flûteur, tous commandés en 1707 et datés de 1709, placés initialement dans le parc de Marly, au fer à cheval, en bas de la rivière, passèrent au jardin des Tuileries à Paris dès 1716, et sont désormais conservés au musée du Louvre. Depuis 2010, des moulages à la poudre de marbre occupent à Marly l'emplacement d'origine. Il en est de même des moulages des chevaux de Marly de son neveu Guillaume Coustou, dont les emplacements sont ceux occupés jusqu'en 1719 par ses deux chefs-d'œuvre : La Renommée et Mercure chevauchant Pégase.

## Style
Contrairement à de nombreux sculpteurs de son époque qui modelaient la terre ou le plâtre, laissant des praticiens tailler le marbre, Coysevox travaille lui-même la pierre, et ne répugne pas à revenir sur une œuvre dans le lieu où le commanditaire l'a fait installer. Ce comportement contrarie l'ambition de l'Académie de détacher les beaux-arts des métiers manuels.
Travaillant dans une période de transition, entre le style classique défendu par Poussin et, à l'époque de la formation et de l'activité de Coysevox, par l'Académie royale de peinture et de sculpture que dirige Le Brun et celui, plus libre et aimable, de la Régence et du règne de Louis XV, Coysevox produit des ouvrages difficiles à caractériser, mais aisément identifiables, même sans la signature. Sa carrière ne prit véritablement son essor qu'après la disgrâce de Le Brun en 1683.
Coysevox est d'abord apprécié, de son temps, comme portraitiste. Ce genre, classé en second dans la hiérarchie des genres de l'Académie, est relativement peu affecté par l'évolution du style, et la capacité rare de Coysevox de transmettre un caractère avec la physionomie relègue l'analyse au second plan.
Le portrait de Marie-Adélaïde de Savoie, duchesse de Bourgogne, en Diane (1710), au Louvre, participe du classicisme par le thème ; mais le sourire, la volonté de rendre le mouvement, l'imbrication des lignes du chien et de la femme, la composition qui ne privilégie pas la frontalité, ressortent du Baroque tel que le définit Wölfflin. On peut en dire autant de sa Vierge à l'enfant de l'église Saint-Nizier de Lyon (1676).

## Œuvre

### Paris

#### Musée du Louvre
Coysevox partage avec les frères Coustou la Cour Marly au musée du Louvre.
- La Renommée du Roi montée sur Pégase[16],[17] et Mercure monté sur Pégase (1699 - 1702)[18] deux groupes en marbre originellement destinés au parc du château de Marly[19].
- Le Berger flûteur[20], qui, avec l’Hamadryade[21] et la Flore[22], formait un groupe consacré à la forêt, placé dans le parc du château de Marly
- Amphitrite (1705), marbre[23]
- Neptune (1705), marbre[24]
- La Marne (1706), statue allégorique, marbre[25]
- La Seine (1706), statue allégorique, marbre[26]
- Nymphe à la coquille, statue, marbre[27]
- Vénus accroupie (1685 - 1686), statue, marbre[28]
- Portrait du peintre Antoine Coypel (1661-1722), buste, marbre[29]
- Portrait du peintre Charles Le Brun (1619 - 1690) (1679), buste, marbre[30]
- Portrait de Jean-Baptiste Colbert (1619 - 1683), buste, marbre[31]
- Portrait de Louis II de Bourbon dit Le Grand Condé (1688), buste, bronze[32]
- Portrait de Louis XV à l'âge de neuf ans (1719), buste, terre cuite[33]
- Portrait de madame du Vaucel (avant 1712), buste, terre cuite[34]
- Portrait de Marie Serre, mère du peintre Hyacinthe Rigaud (1706), buste, marbre[35]
- Portrait de Charles d'Albert d'Ailly, duc de Chaulnes, avant 1698, buste, marbre, 74.5 x 66 cm[36].
- Autoportrait, buste, marbre
- Marie-Adélaïde de Savoie, duchesse de Bourgogne, en Diane (1685-1712) (1710), statue, marbre[37]

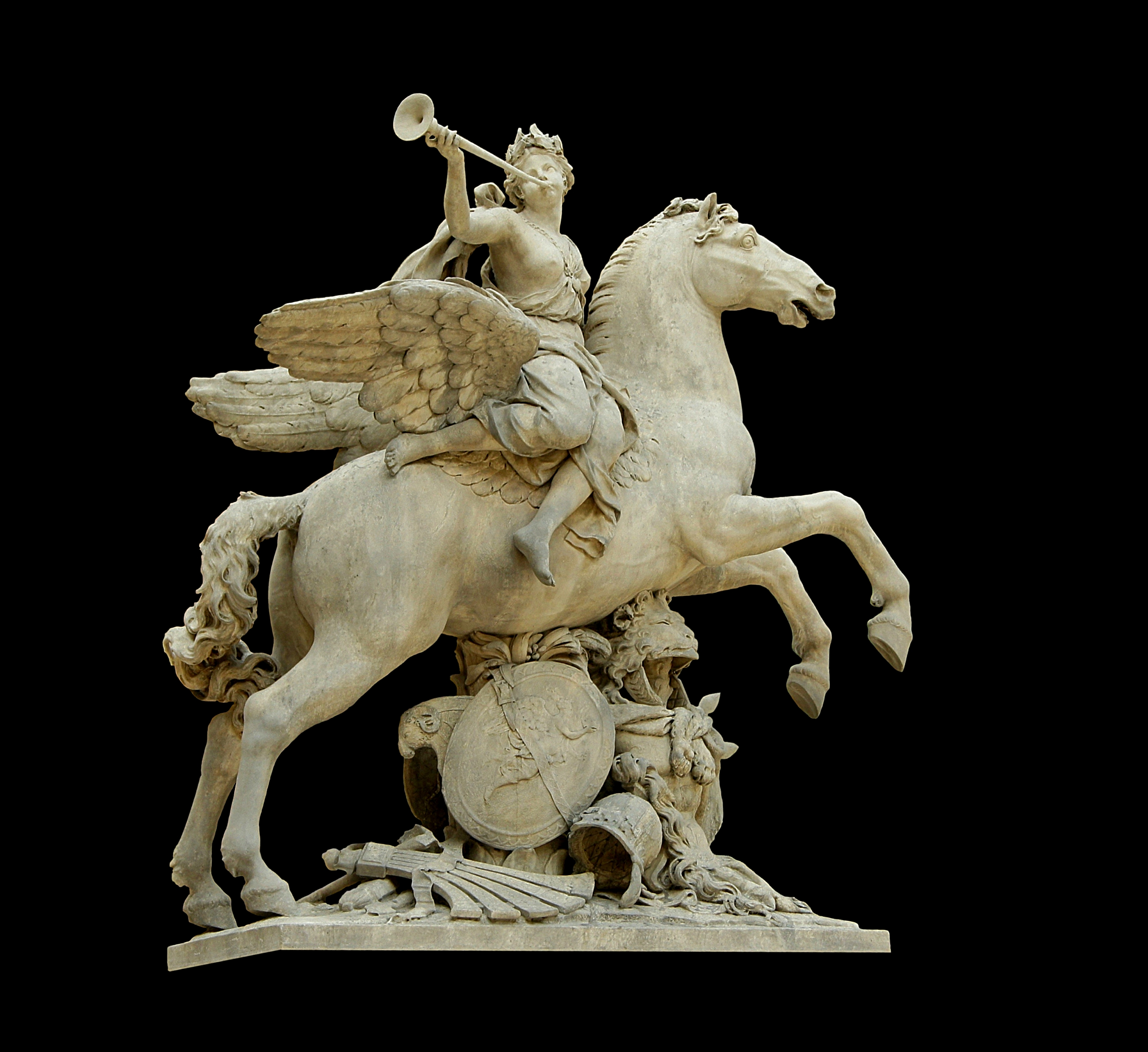
La Renommée du Roi montée sur Pégase.
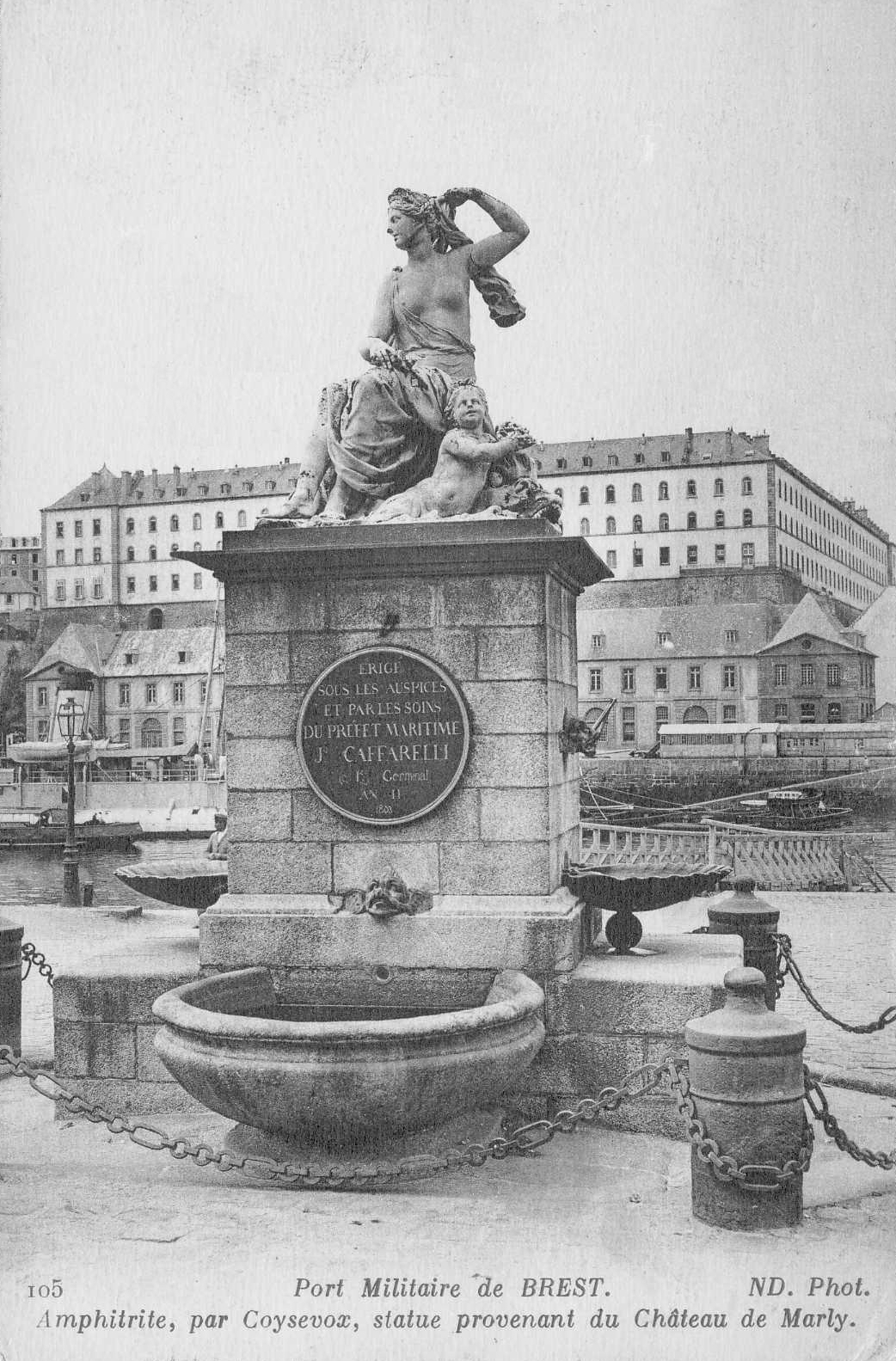
Le triomphe d'Amphitrite, venant des jardins de Marly, fut donnée à la ville de Brest en 1801[38] et transférée au musée du Louvre à la Libération après avoir été évacuée pendant la guerre[39].
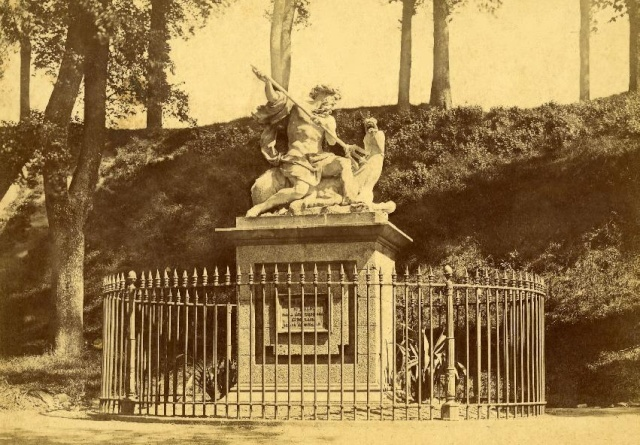
Neptune, détourné des jardins de Marly et donné à Brest en 1801 puis transféré au musée du Louvre à la Libération.
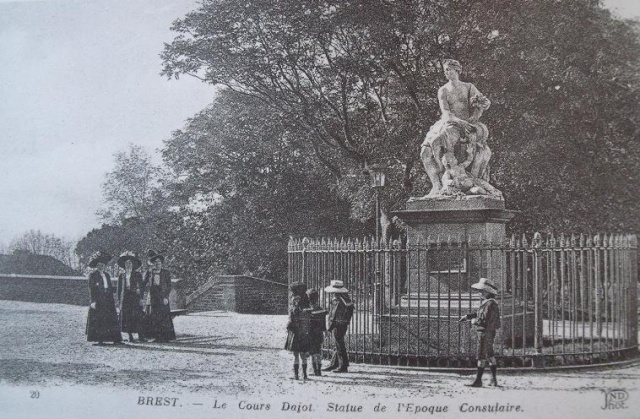
La Marne, détournée des jardins de Marly et donnée à Brest en 1801 puis transférée au musée du Louvre à la Libération.
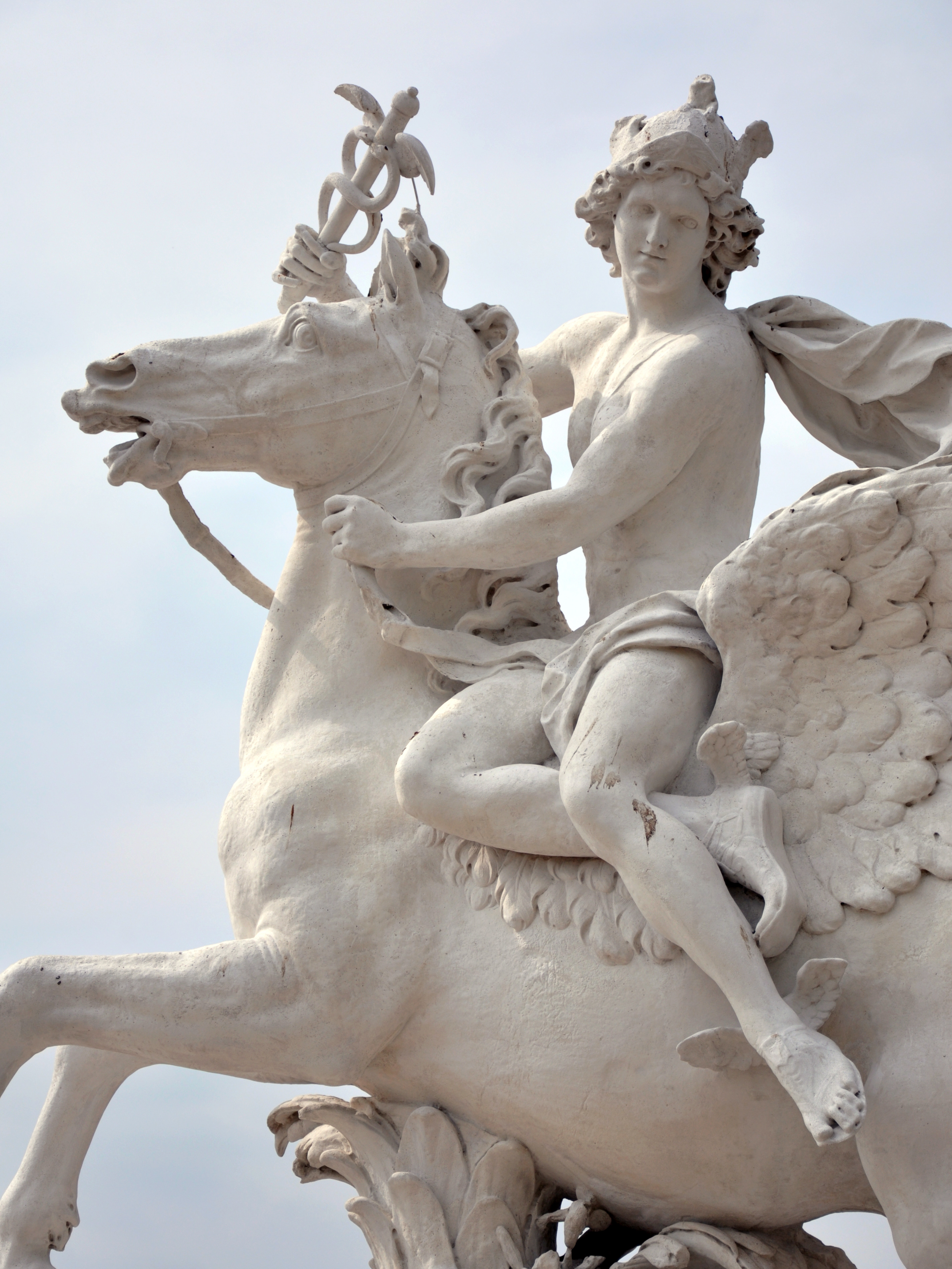
Mercure chevauchant Pégase, Paris, jardin des Tuileries (original au musée du Louvre).
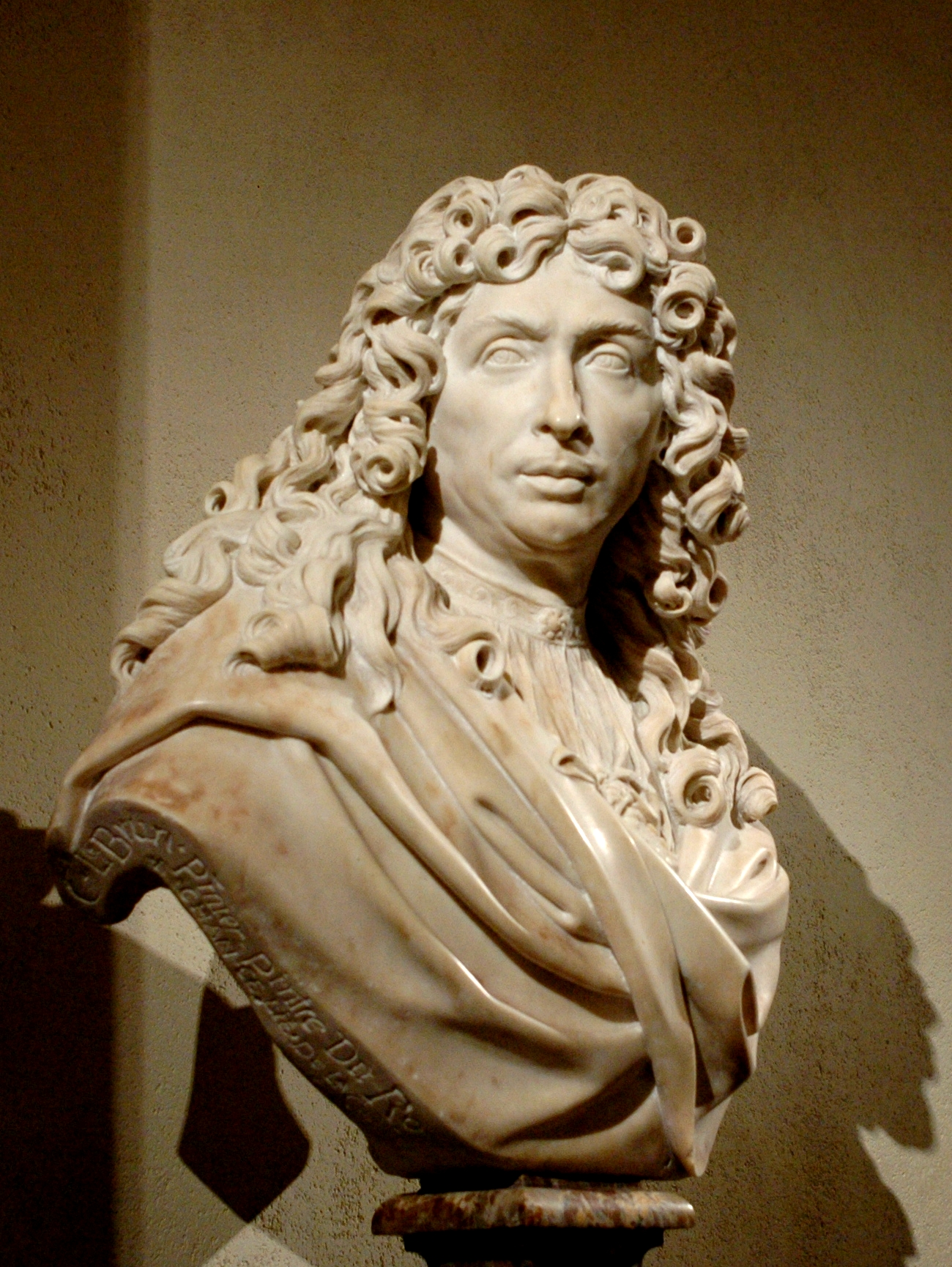
Charles Le Brun, buste, musée du Louvre.

#### Église Saint-Louis des Invalides
- Les quatre vertus : La Force, La Justice, La Tempérance, La Prudence, ainsi que Charlemagne, statues en pierre

#### Musée Carnavalet

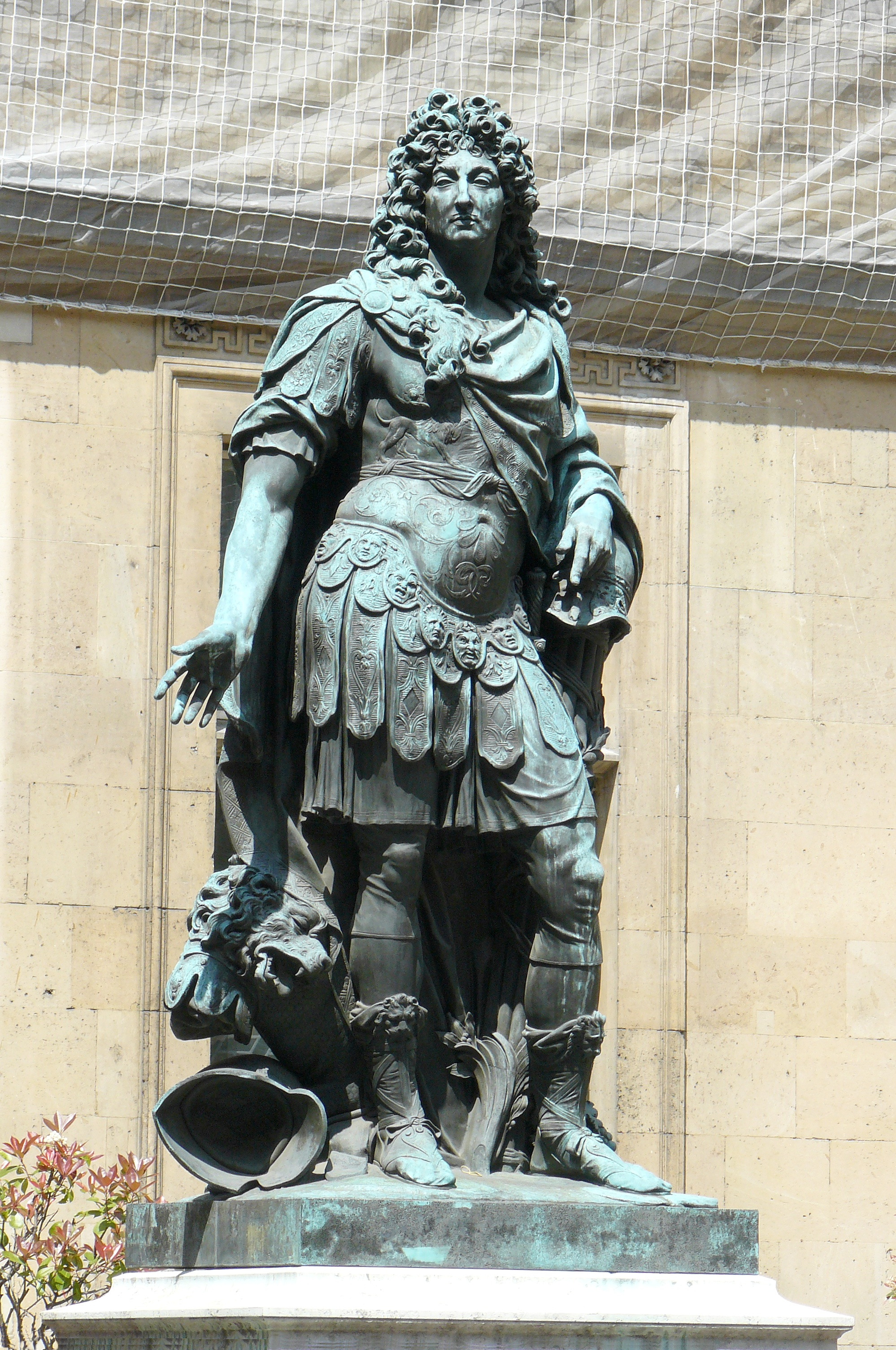
Louis XIV dans la cour du musée Carnavalet.
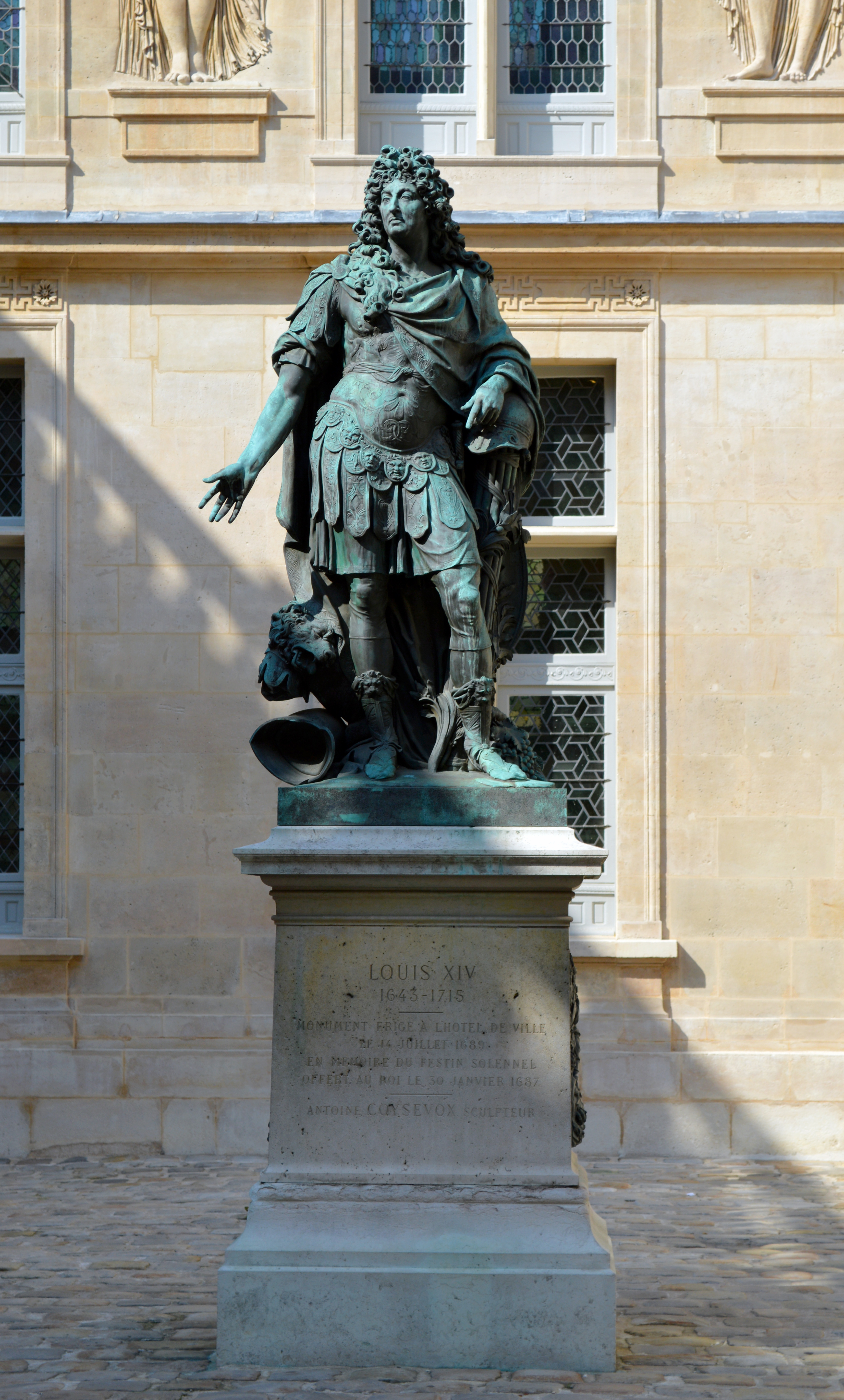
Autre vue de la statue.

- Louis XIV en empereur romain, statue, bronze, cour de l'Hôtel Le Peletier de Saint-Fargeau

#### Notre-Dame de Paris
- Louis XIV implorant la Vierge

#### Église Saint-Eustache

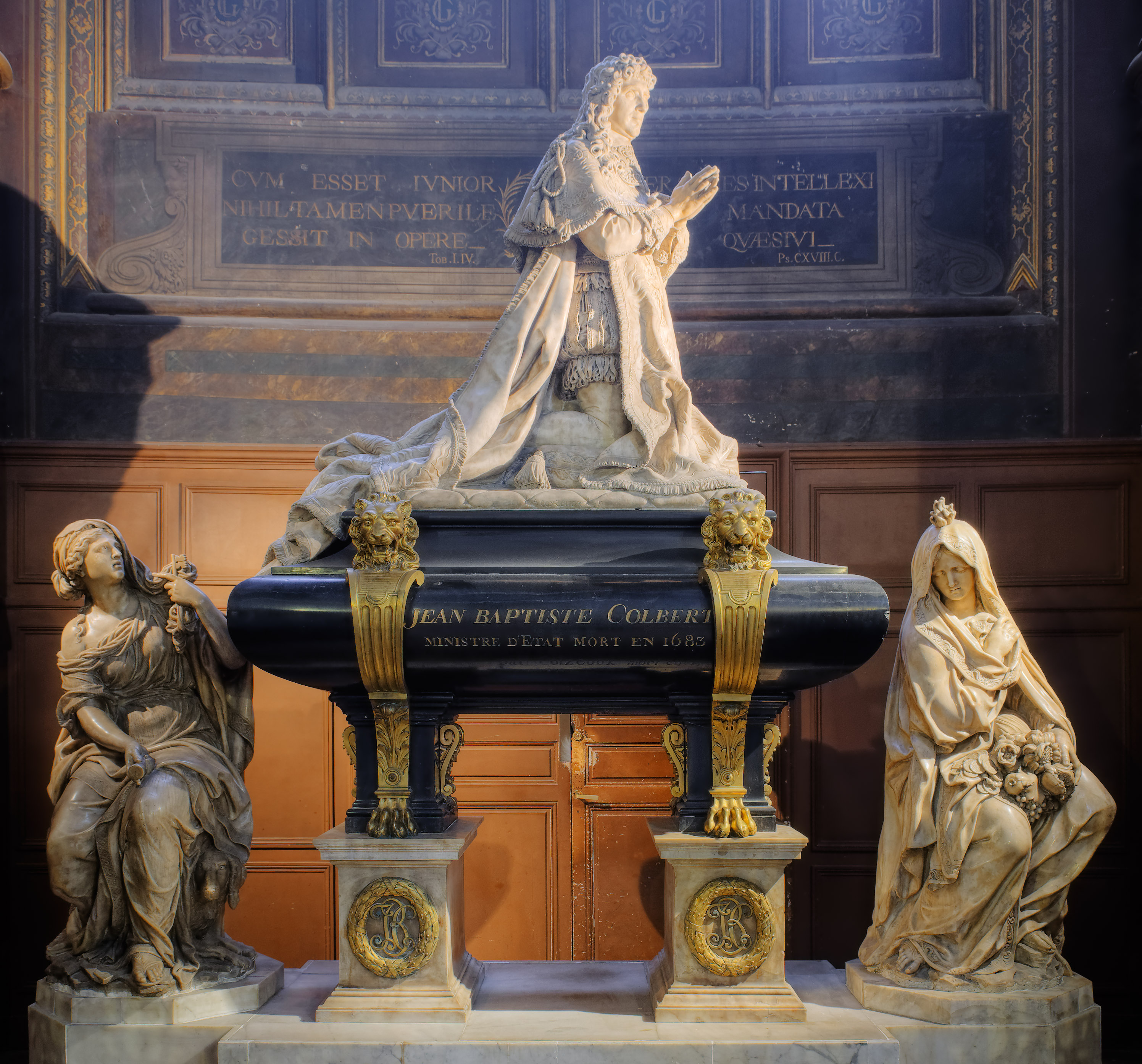
Monument funéraire de Colbert, Paris, église Saint-Eustache.
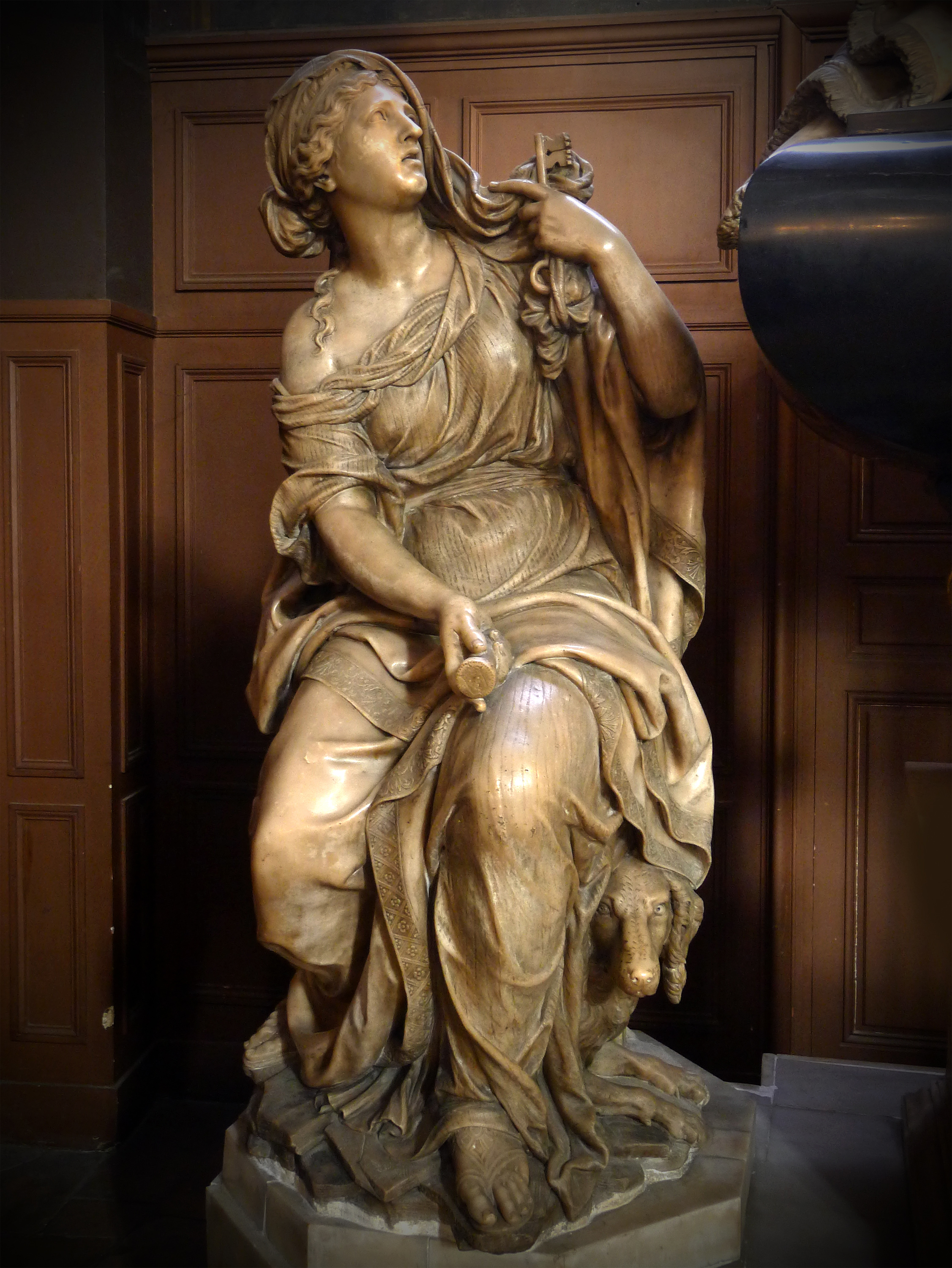
Statue de gauche : la Fidélité.

- Tombeau de Colbert

#### Institut de France- Paris
- Tombeau du cardinal Mazarin

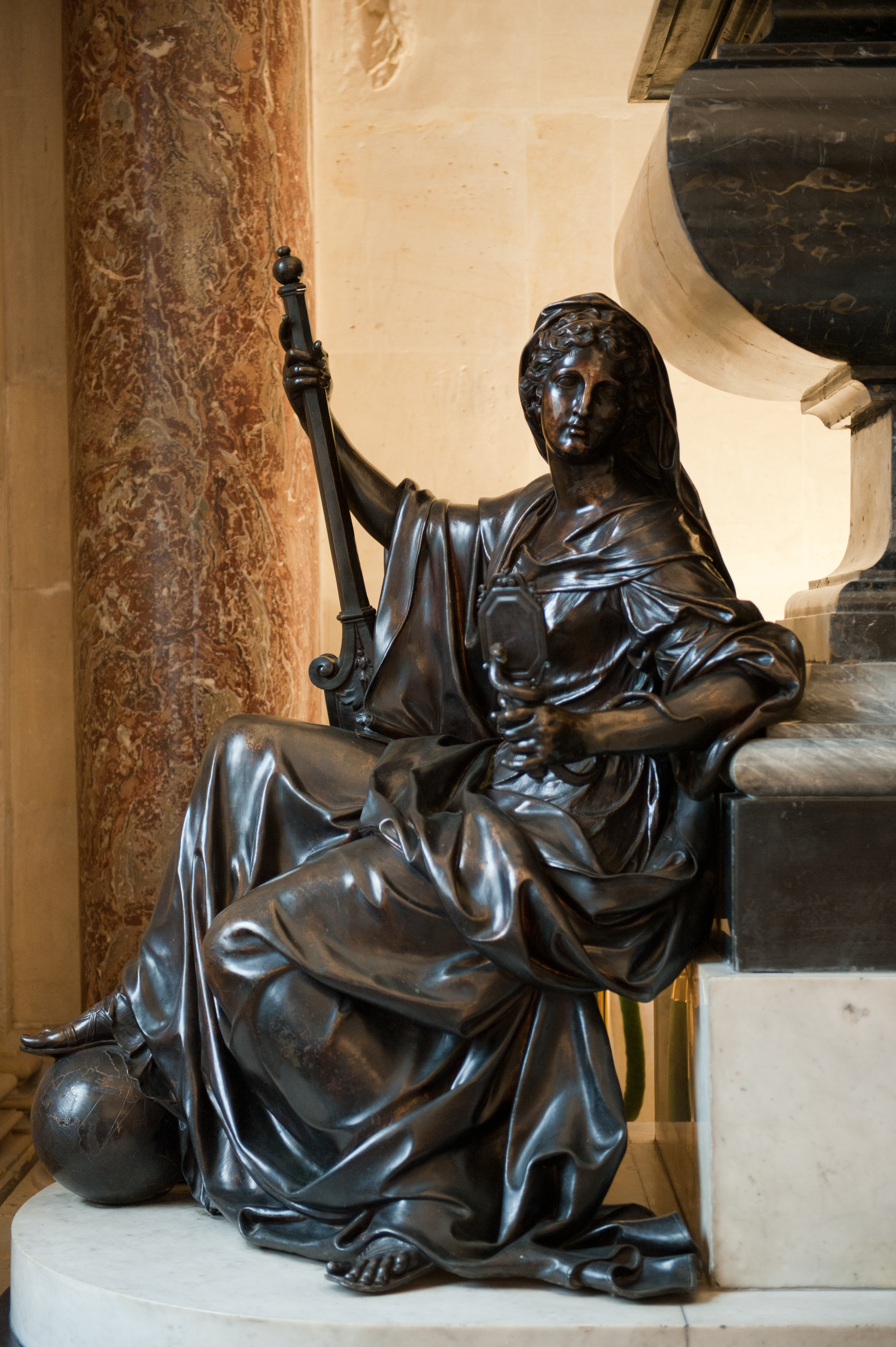
La Prudence, tombeau de Mazarin.

### Versailles

#### Châteaux de Versailles et de Trianon
- Portrait du Grand Dauphin, fils de Louis XIV - représenté en 1679, buste, marbre
- Allégorie de la Garonne (1686), groupe, bronze, parc du château, le parterre d'eau, bassin nord, margelle est
- Allégorie de la Dordogne (collaboration avec Jean-Balthazar Keller) groupe, bronze, parc du château, le parterre d'eau, bassin nord, margelle est
- Le Vase de la Guerre (allégorie à la soumission de l'Espagne et à la défaite des Turcs en Hongrie), marbre, parc du château, terrasse, côté jardins
- Clio écrivant l'histoire du Roi, salon de la guerre
- Louis XIV en empereur romain vainqueur, salon de la guerre, 1715
- Buste de Marie-Adélaïde de Savoie, appartements du dauphin et de la dauphine, première antichambre du dauphin, 1710
- Castor et Pollux, demi-lune du parterre de Latone

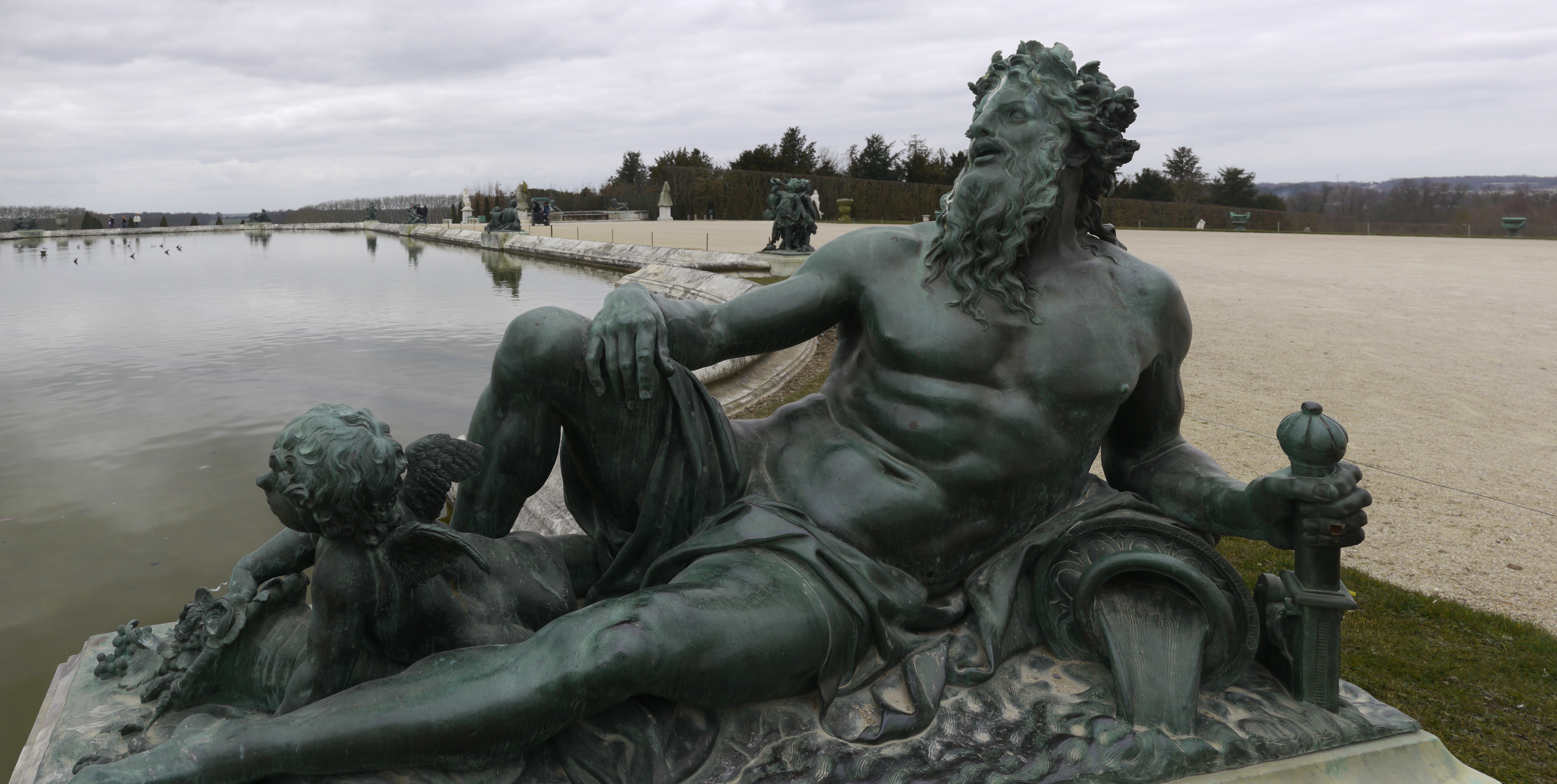
Allégorie de la Garonne, parterre d'eau.
Allégorie de la Dordogne, parterre d'eau.
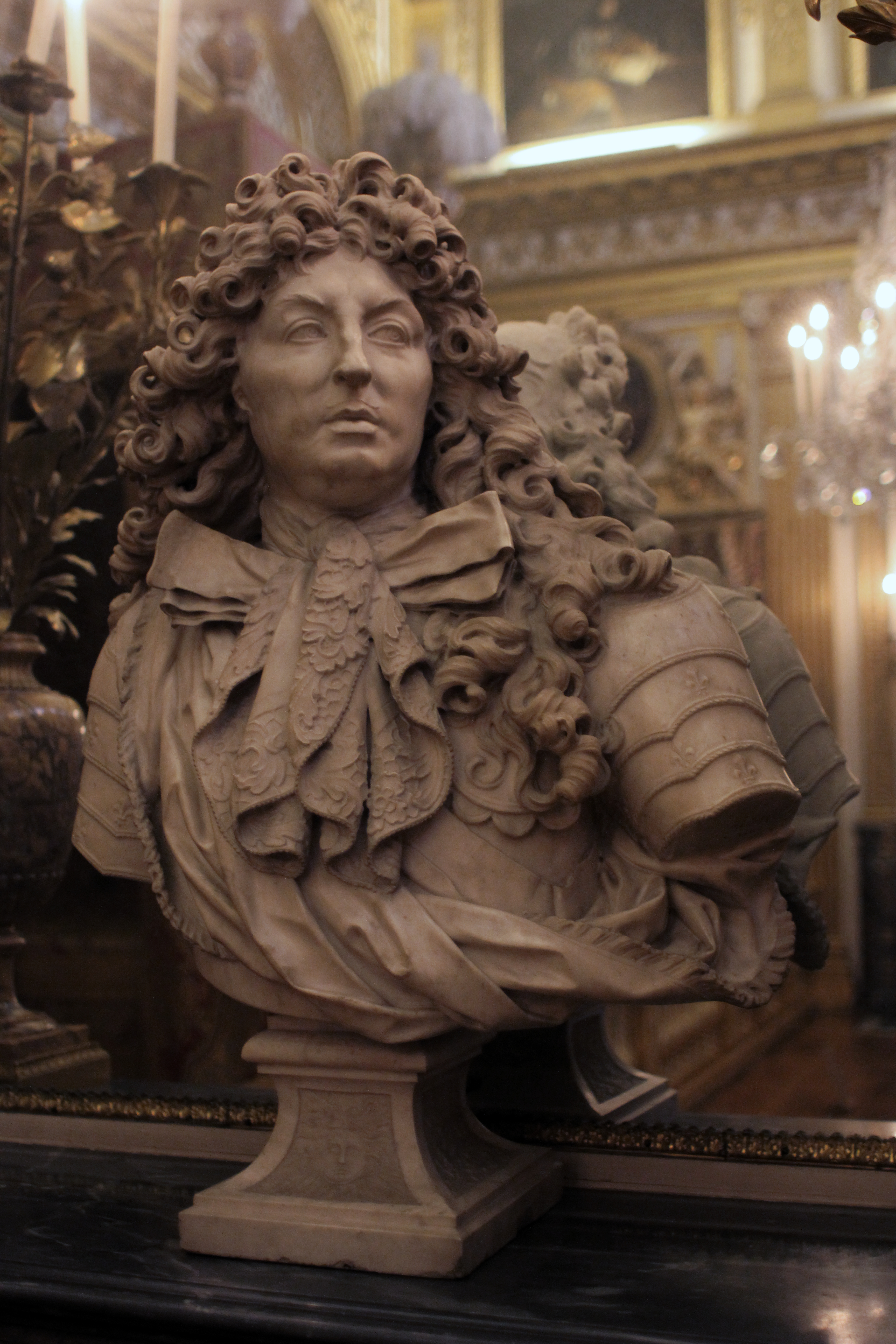
Buste de Louis XIV dans la chambre du roi.
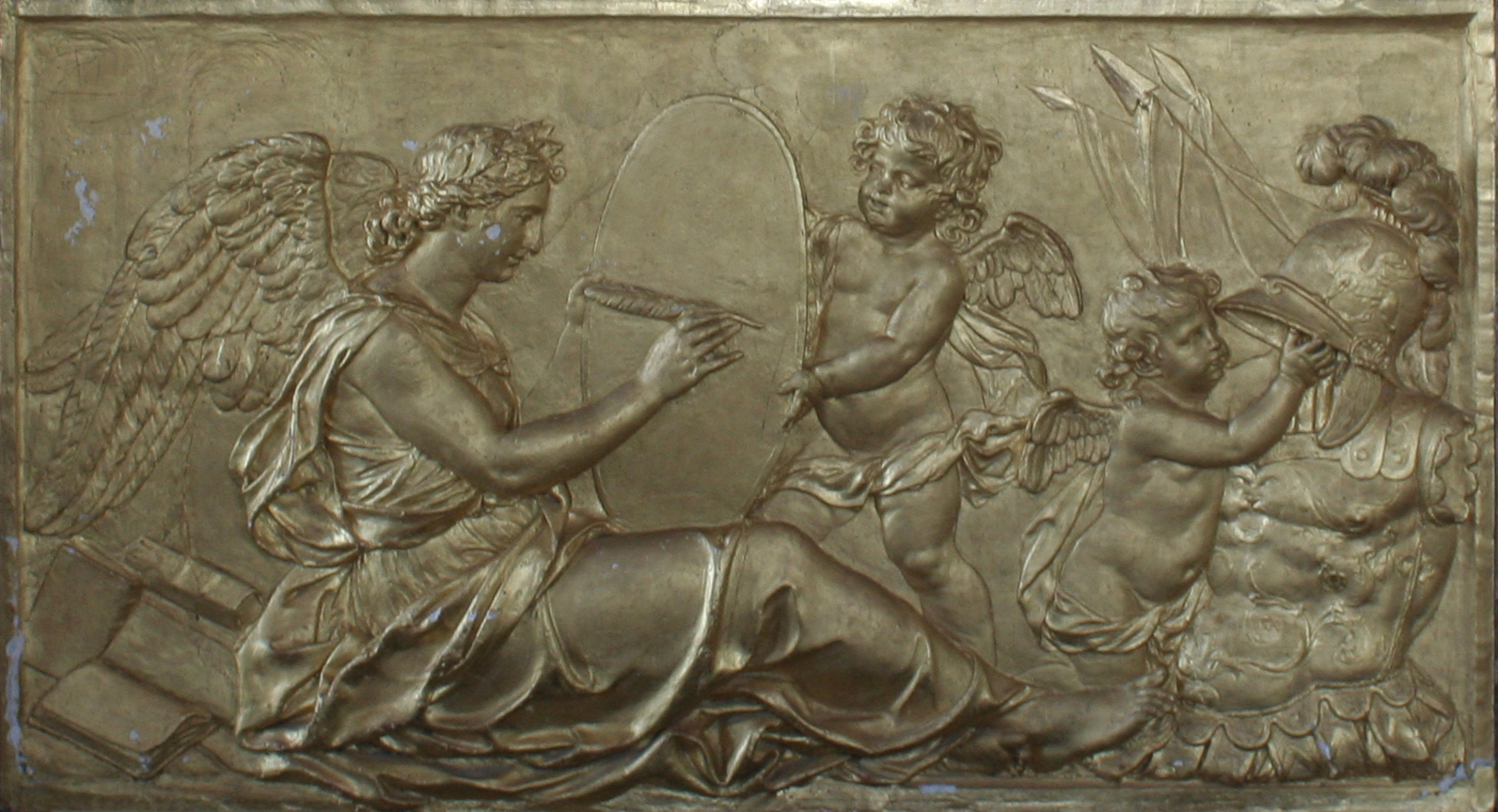
Clio écrivant l'histoire du Roi, salon de la guerre.
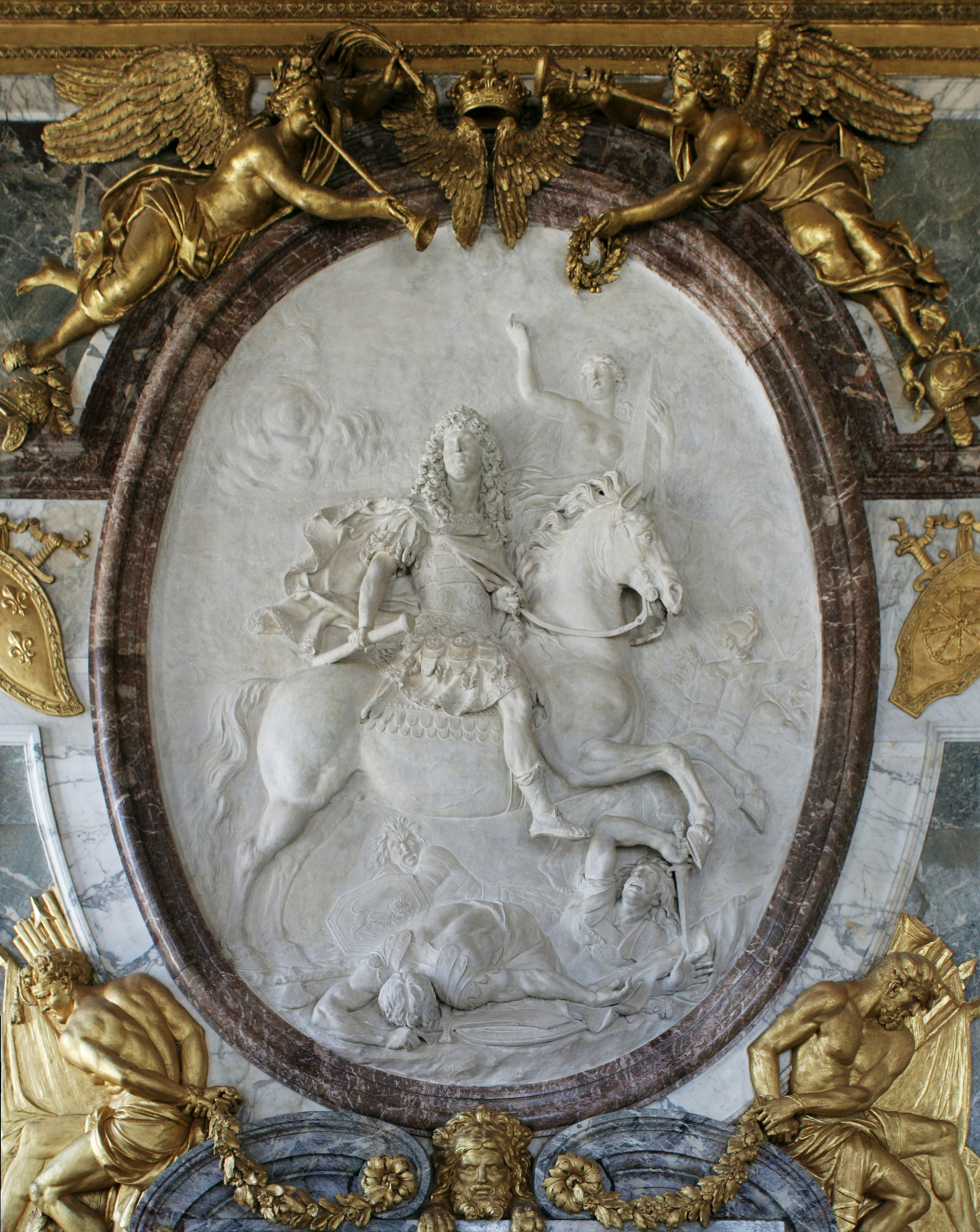
Louis XIV en empereur romain vainqueur, dans le salon de la guerre.
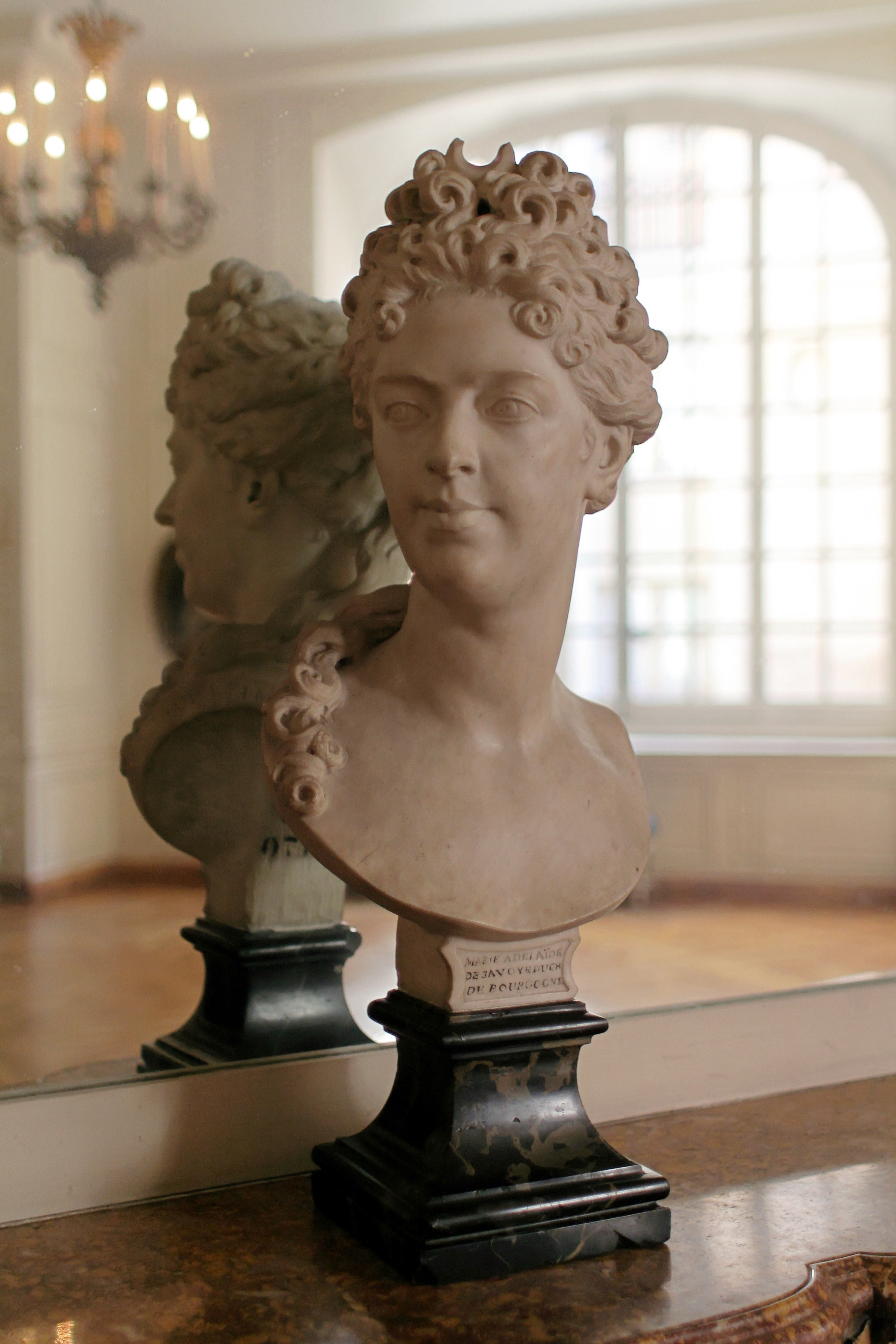
Buste de Marie-Adélaïde de Savoie dans les appartements du dauphin et de la dauphine.
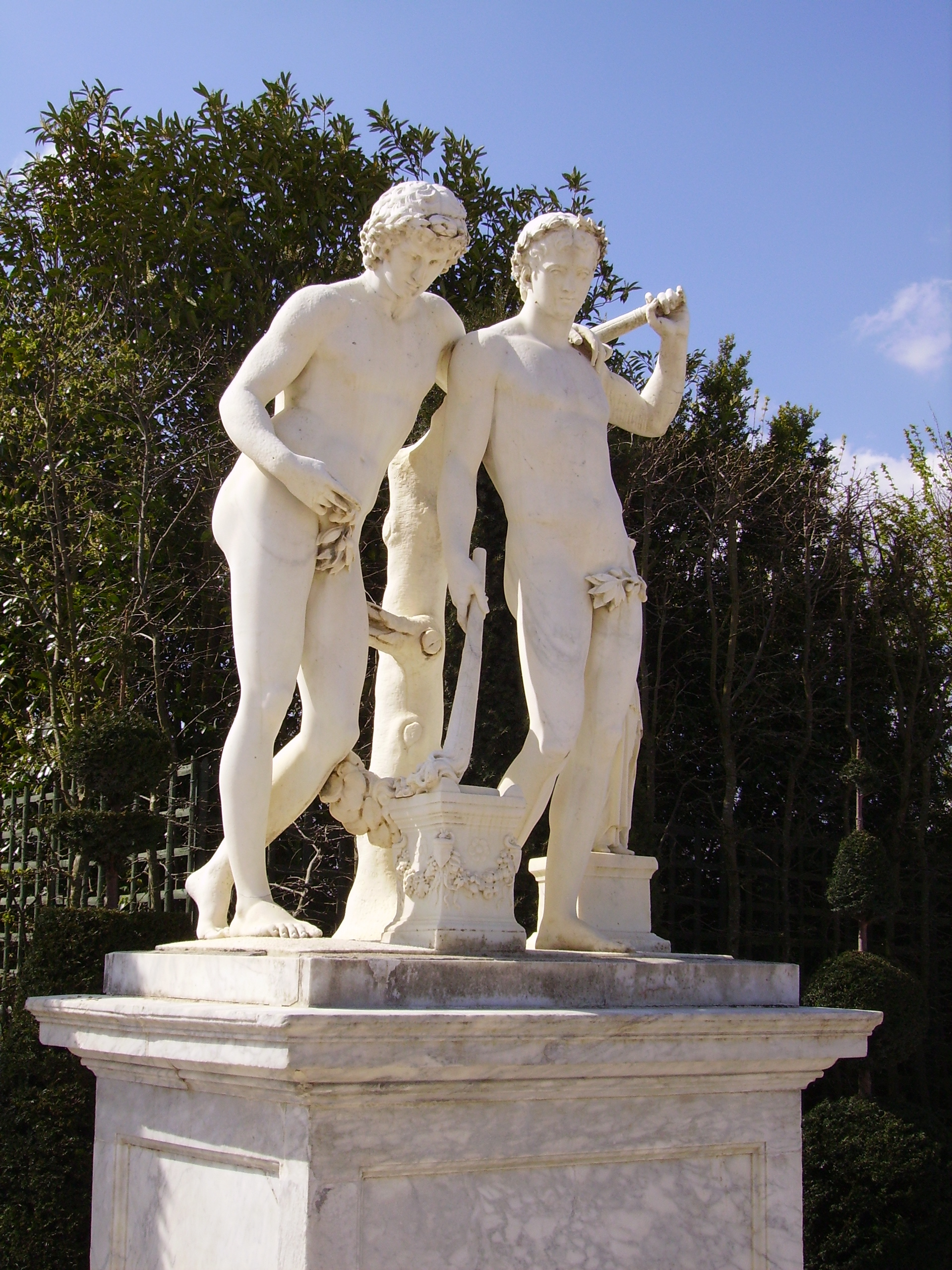
Castor et Pollux, parterre de Latone.

#### Musée Lambinet
- Portrait de Marie-Adélaïde de Savoie, duchesse de Bourgogne, épouse de Louis de France (1682-1712), buste, marbre.

### Parc de Sceaux
- Deux statues de fleuves à la Grande cascade du parc.

### ÀChantilly

#### Musée Condé
- Profil en médaillon de Louis II de Bourbon, prince de Condé, 1686, bronze doré[40]
- Portrait de Louis II de Bourbon, prince de Condé, vers 1688, buste, terre cuite[41]
- Louis II de Bourbon, prince de Condé, 1689, statue, marbre[42]
- Portrait d'Armand-Jean du Plessis, 2e duc de Richelieu, 1700, buste, marbre[43]

### ADijon
- Buste de Louis XIV, marbre, 89 x 80 cm, musée des beaux-arts de Dijon

### Auchâteau de Bazoches
- Portrait du maréchal de Vauban, buste

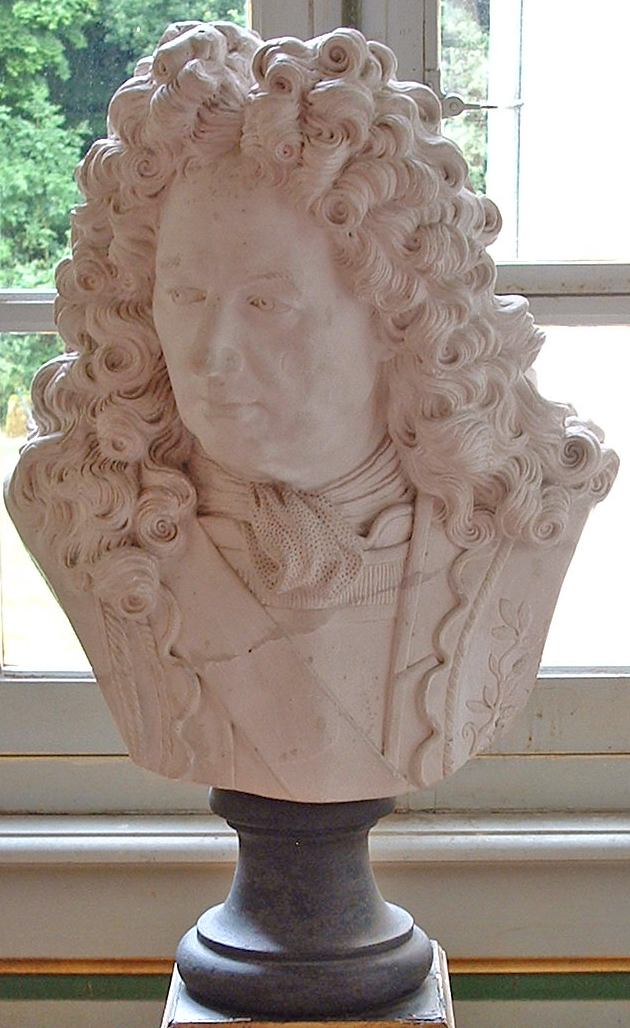
Buste de Vauban

### Au Château fort de Sedan
- Le Maréchal de Villars, buste en plâtre

### Église Saint-Nizierà Lyon
Vierge à l'Enfant, destinée dans un premier temps au coin de son immeuble d'habitation, puis acquise par la confrérie de Notre-Dame-de-Grâce et placée depuis 1771 dans le croisillon sud du transept de l'Église Saint-Nizier.

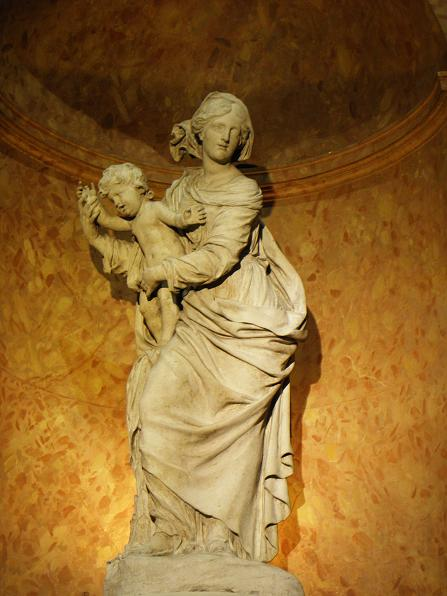
Vierge à l'Enfant

### Abbaye de Royaumont
- Tombeau d'Henri de Lorraine-Harcourt[45].

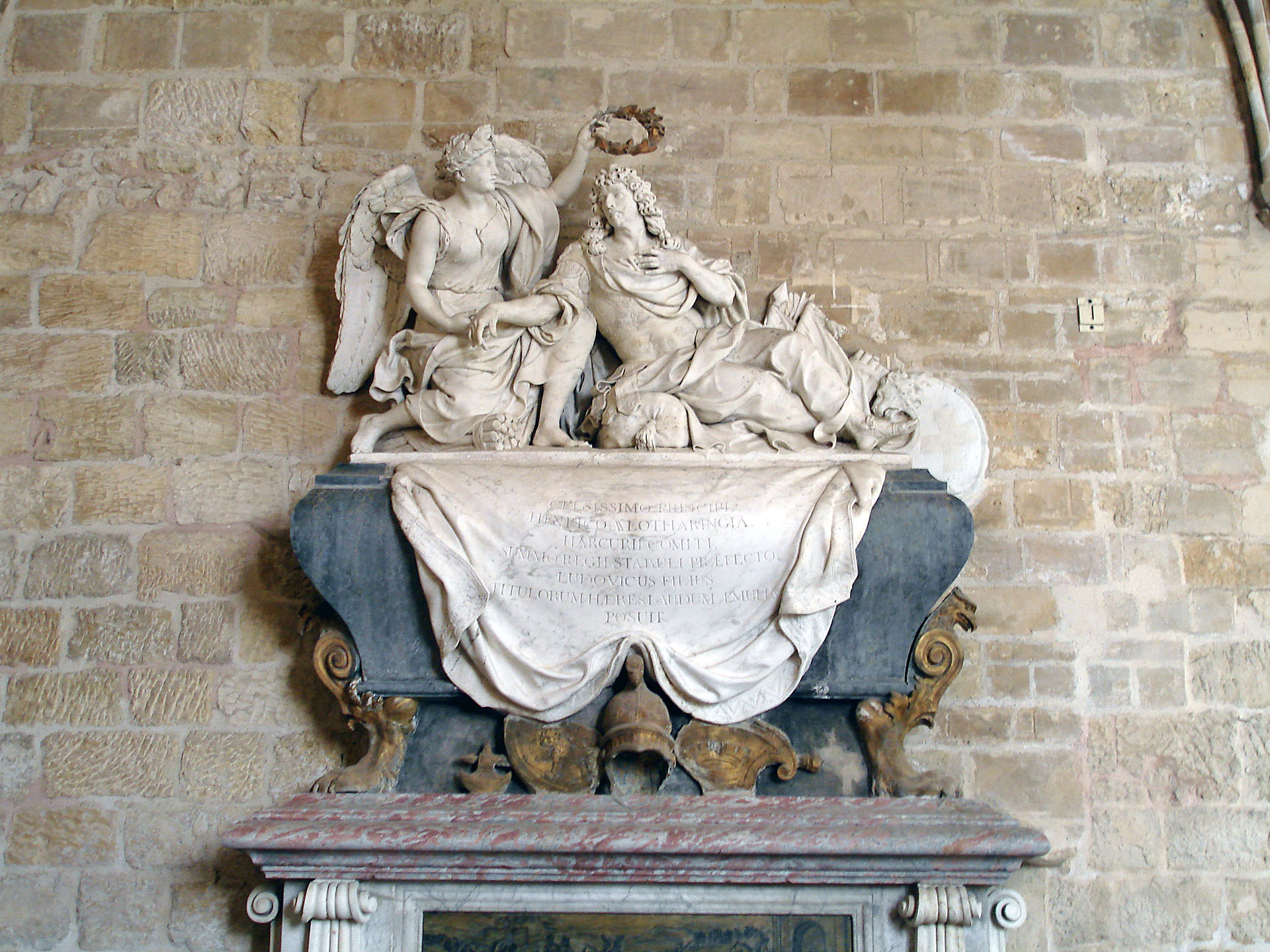
Tombeau de Henri de Lorraine-Harcourt.

### Œuvres disparues

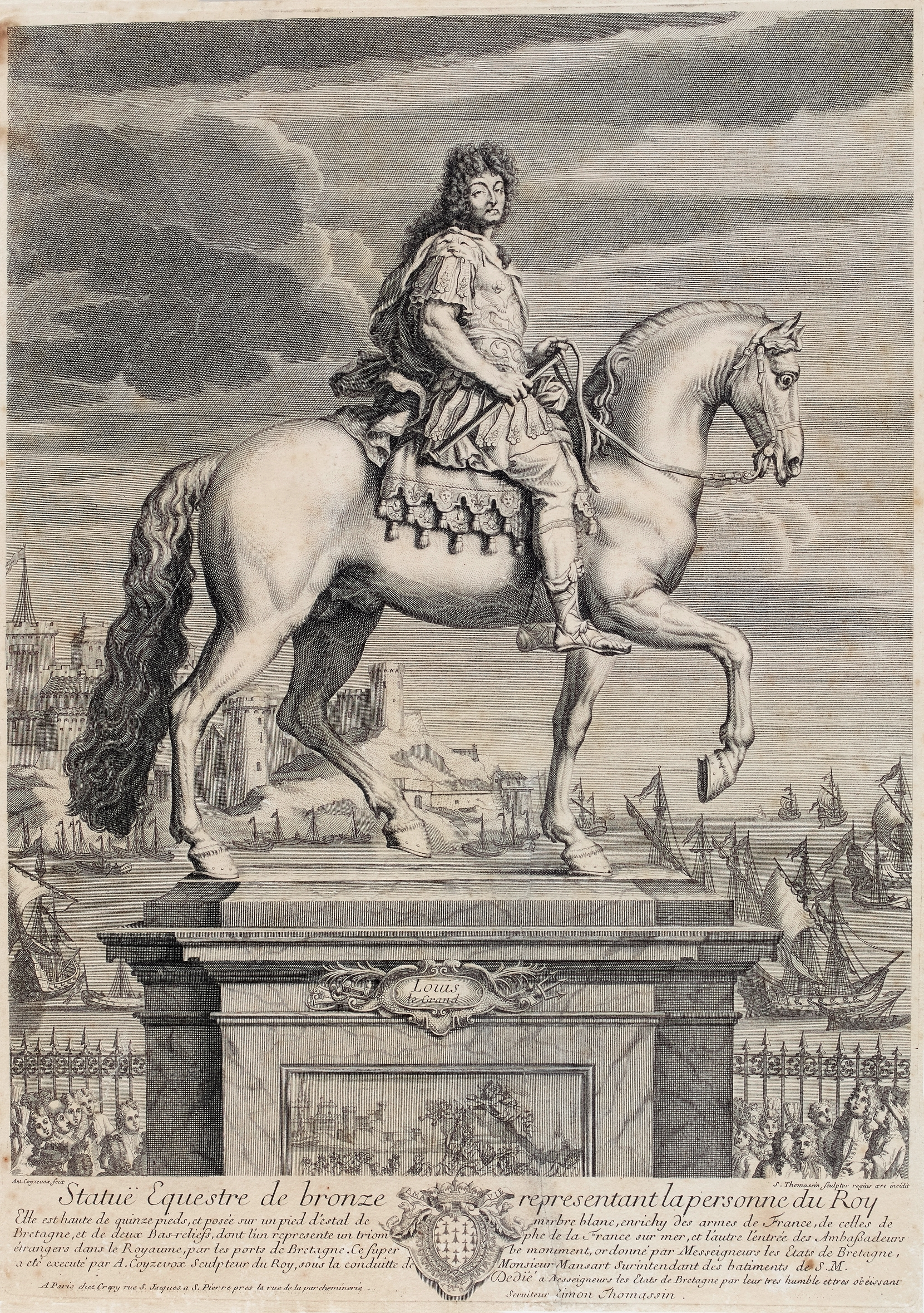
Monument à Louis XIV, érigé à Rennes en 1726 et détruit en 1793. Gravure de Simon Thomassin, Rennes, musée de Bretagne.

- Monument funéraire de Jules Hardouin-Mansart, 1712, marbre, Paris, église Saint-Paul-des-Champs démolie pendant la Révolution française de 1796 à 1799[réf. nécessaire].
- Monument à Louis XIV, statue équestre destinée à la ville de Nantes, mais qui fut finalement installée à Rennes au centre de la place royale du Parlement de Bretagne. Les autorités firent fondre la statue pendant la Révolution pour réutiliser le bronze à la fabrication de canons. Seuls les bas-reliefs du socle restent conservés au musée des Beaux-Arts de Rennes ; ils retracent l'histoire de la sculpture (La Bretagne offrant à Louis XIV le projet de sa statue équestre)[46] et célèbrent le Triomphe de la France sur les mers[47],[48].

- Il existe également un modèle réduit de la statue, en bronze, d'une hauteur de 94 cm, datant des années 1690, propriété d'un aristocrate britannique[49]. La statue était jusqu'alors connue qu'à travers les gravures et dessins de « l'ingénieur du Roy » Jean-François Huguet. Un appel au mécénat d'entreprise[50] a été lancé le 19 juillet 2020 par le Ministère de la Culture afin de financer l'acquisition de la statue à hauteur de 2 370 000 euros pour enrichir les collections du  Musée des Beaux-Arts de Rennes[51]. La statue a pu être acquise par la ville de Rennes, grâce au mécénat d'entreprise du groupe agroalimentaire breton Norac et va rejoindre en septembre 2022 les collections du musée[52].

## Élèves
- François Coudray
- Guillaume Coustou
- Nicolas Coustou
- René Frémin
- Jean-Baptiste Lemoyne I
- Guillaume Hulot

### Iconographie

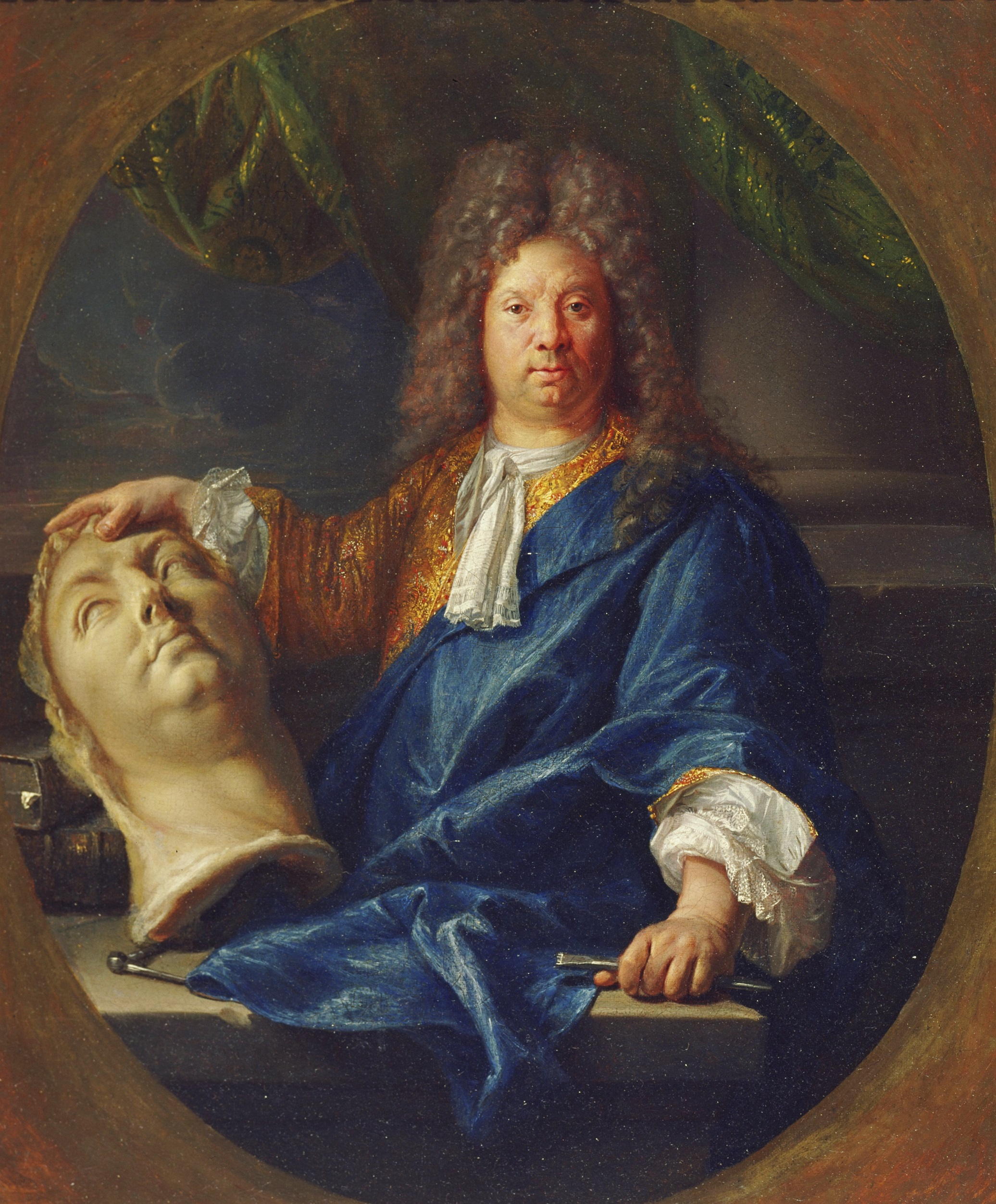
Portrait par François Jouvenet (1701).
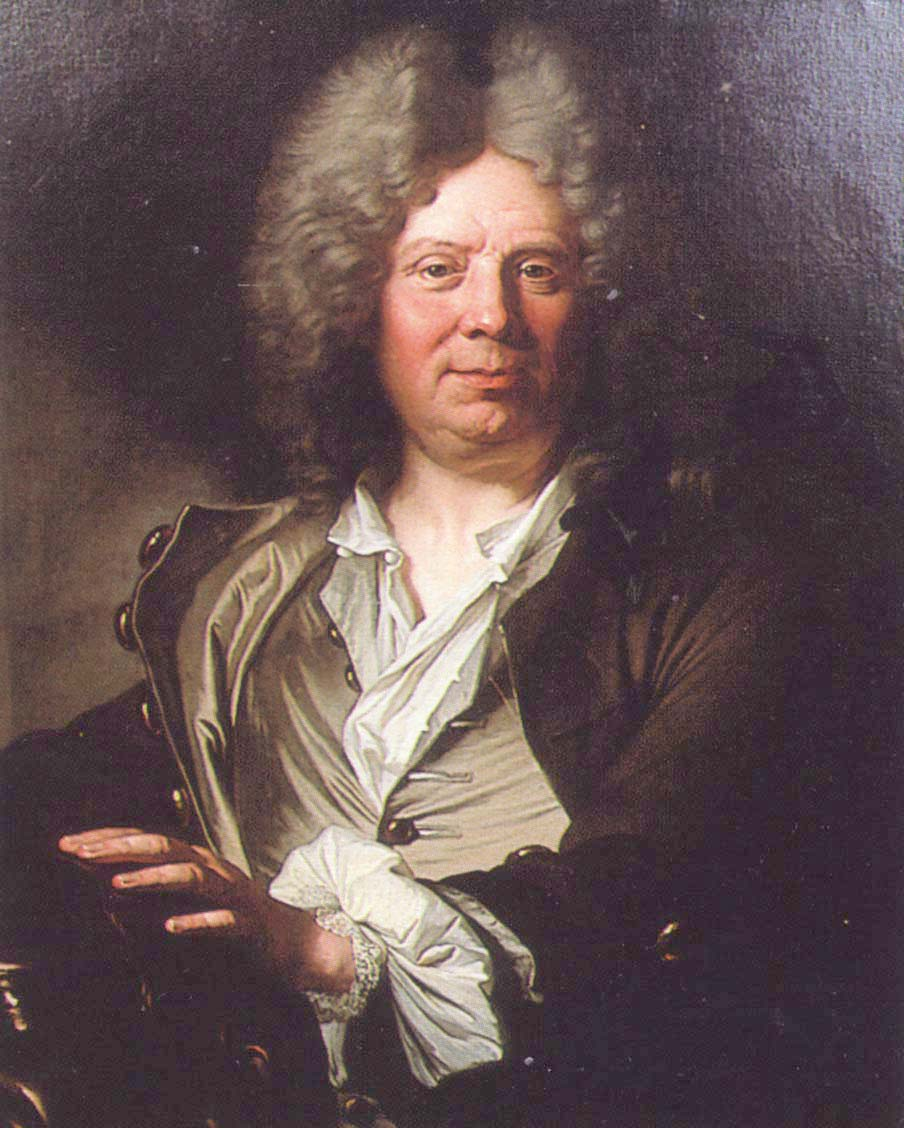
Portrait par Hyacinthe Rigaud (1704).
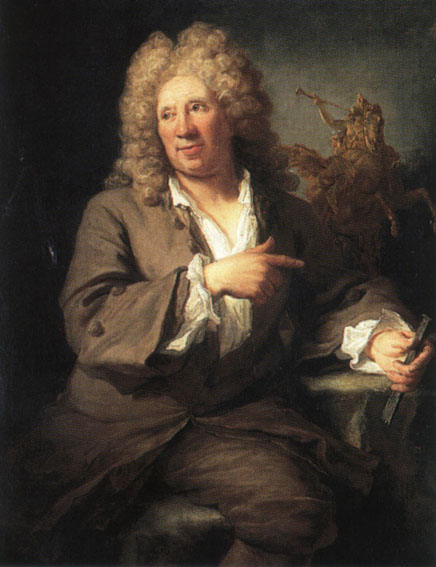
Portrait par Gilles Allou (1711).

- Un buste d'Antoine Coysevox par Bosio se trouve à Versailles.
- On doit au statuaire Philippe Besnard, 1885-1971, le buste du sculpteur qui orne l'extérieur du chevet de la primatiale Saint-Jean de Lyon.